# Campionato kazako di calcio a 5 2018-2019
Il Kazakistan Futsal Championship 2018-2019 è stata la 21ª edizione del massimo torneo di calcio a 5 kazako. La stagione regolare è iniziata il 2 novembre 2018 e si è conclusa il 22 aprile 2019. In questa edizione non si sono disputati i play-off per l'assegnazione del titolo.

## Stagione regolare

### Classifica
|                       | Pos. | Squadra              | Pt | G  | V  | N | P  | GF  | GS  | DR   |
| --------------------- | ---- | -------------------- | -- | -- | -- | - | -- | --- | --- | ---- |
| Kazakistan (bandiera) | 1.   | Qairat               | 63 | 24 | 21 | 0 | 3  | 136 | 37  | +99  |
|                       | 2.   | Ayat                 | 51 | 24 | 17 | 0 | 7  | 112 | 59  | +53  |
|                       | 3.   | Jetisý               | 49 | 24 | 16 | 1 | 7  | 106 | 55  | +51  |
|                       | 4.   | Aqtöbe               | 42 | 24 | 13 | 3 | 8  | 106 | 67  | +39  |
|                       | 5.   | Oqjetpes             | 30 | 24 | 9  | 3 | 12 | 76  | 114 | -38  |
|                       | 6.   | Progrès              | 7  | 24 | 2  | 1 | 21 | 41  | 158 | -117 |
|                       | 7.   | Perla                | 6  | 24 | 2  | 0 | 22 | 48  | 135 | -87  |
|                       | −    | Scuola Sportiva N° 7 | 0  | 0  | 0  | 0 | 0  | 0   | 0   | 0    |

### Verdetti
- Kairat campione del Kazakistan 2018-2019.
- Kairat e Ayat qualificati alla UEFA Futsal Champions League 2019-2020.
- Scuola Sportiva N° 7 esclusa dal campionato. Tutte le gare disputate vengono annullate.

## Supercoppa del Kazakistan
La 7ª edizione della competizione ha opposto il Qairat, vincitore sia del campionato che della coppa, e l'Aqtöbe, finalista della coppa. Il trofeo è stato assegnato tramite una gara unica disputata sul campo neutro di Shchuchinsk.
| Arbitro: | Talgat Kosmukhambetov |

|                                                               |           |  |
| Nurgožin 4’ Tūrsağūlov 24’ Kulbayev 27’ (aut.) Jamanqulov 37’ | Marcatori |  |